# Unison (album wideo)
Unison – album wideo Céline Dion, wydany na kasecie VHS w 1991 roku.
Album został wydany po francusku i angielsku. Jego zawartość stanowią: wywiad z piosenkarką, teledyski oraz występy z koncertów. 1 maja 1992 roku otrzymał status złotego albumu w Kanadzie.

## Spis utworów
1. „Where Does My Heart Beat Now”
2. „(If There Was) Any Other Way”
3. „The Last to Know”
4. „Love in the Shadows”
5. „Just Have a Heart”
6. „Calling You”
7. „Unison”